# Mali Školjić (Krk)
Mali Školjić je mala hrid u hrvatskom dijelu Jadranskog mora u općini Dobrinju. 
Nalazi se u uvali Soline, ujezerenom zaljevu na istočnoj obali otoka Krka. Smještena je na istočnom dijelu uvale Soline, točno nasuprot mjestu Klimnu, 50-ak metara od obale. Otvorenom moru je izložena tek s istočne strane. Desetak metara sjeverno od nje je hrid Crni. 
Površine je 1830 m².
U Državnom programu zaštite i korištenja malih, povremeno nastanjenih i nenastanjenih otoka i okolnog mora Ministarstva regionalnoga razvoja i fondova Europske unije, svrstan je pod "manje nadmorske tvorbe (hridi različitog oblika i veličine)". Pripada općini Dobrinju.